# Nom religiós

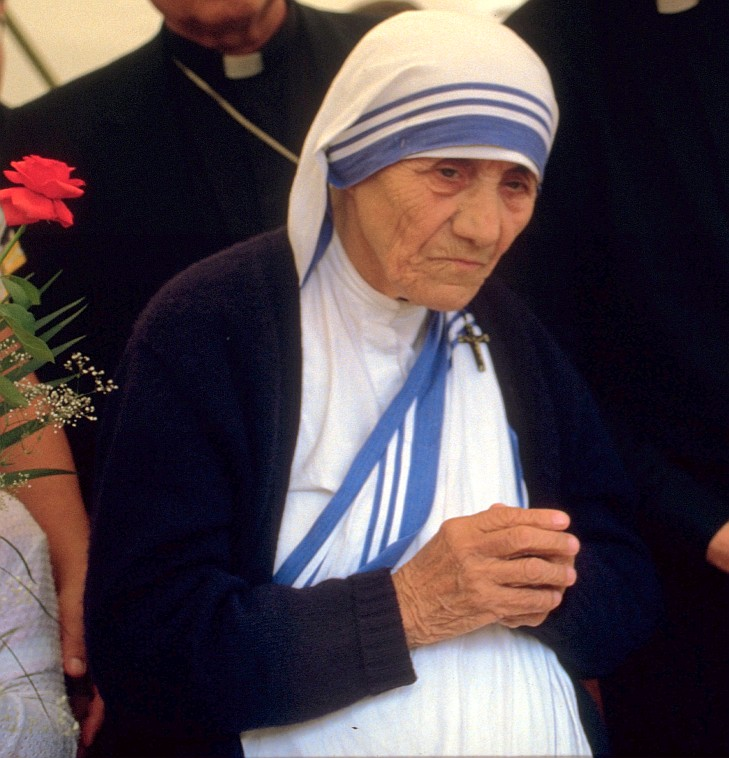
Teresa de Calcuta fou el nom religiós d'Agnes Gonxha Bojaxhiu.

En la tradicio de l'Església Catòlica Romana, el nom religiós és el nom que pren un religiós o una religiosa. Es tracta, generalment, de nom d'un sant o santa considerat com un model a seguir. Les persones que ingressen en un monestir poden triar un nom monàstic.
En la majoria d'escoles del budisme, els monjos o monges que són ordenats reben un nom budista escollit pel seu mestre que expressa una qualitat o una característica personal. També passa el mateix amb els budistes laics, els quals reben un «nom dàrmic» durant la cerimònia de presa de refugi.
Al Vedanta, els ascetes rebien igualment un nom monàstic (swâmi) donat pel guru.